# Såpaloe
Såpaloe (Aloe maculata) är en art familjen afodillväxter från Sydafrika. Såpaloe odlas ibland som krukväxt i Sverige. Arten förekommer ofta under sitt synonyma vetenskapliga namn Aloe saponaria.

## Synonymer
- Aloe disticha Mill.
- Aloe latifolia (Haw.) Haw.
- Aloe leptophylla N.E.Br. ex Baker
- Aloe leptophylla var. stenophylla Baker
- Aloe macracantha Baker
- Aloe maculosa Lam.
- Aloe obscura Mill.
- Aloe perfoliata var. θ L.
- Aloe perfoliata var. λ L.
- Aloe perfoliata var. μ L.
- Aloe perfoliata var. saponaria Aiton
- Aloe picta Thunb., nom. ambig.
- Aloe saponaria (Aiton) Haw.
- Aloe saponaria var. brachyphylla Baker
- Aloe saponaria var. ficksburgensis Reynolds
- Aloe saponaria var. latifolia Haw.
- Aloe umbellata DC.
- Aloe umfoloziensis Reynolds